# Samu Aghehowa
Samuel "Samu" Omorodion Aghehowa (Melilla, 5 mei 2004) is een Spaans-Nigeriaans voetballer die doorgaans speelt als spits. In augustus 2024 verruilde hij Atlético Madrid voor FC Porto.

## Clubcarrière
Zijn moeder bereikte Melilla toen ze zwanger was, waardoor Omorodion geboren werd in de Spaans enclave. Nadat de familie verhuisd was naar Sevilla ging hij daar voor de amateurclub Nervión spelen. In 2021 werd de aanvaller opgenomen in de opleiding van Granada, waar hij een jaar later in het belofteteam kwam te spelen. Op de eerste speeldag van het seizoen 2023/24 debuteerde de aanvaller in de hoofdmacht van Granada, in de Primera División op bezoek bij Atlético Madrid. Die club kwam via Álvaro Morata op voorsprong. Op aangeven van Gonzalo Villar zette Omorodion zijn team langszij, al won Atlético nog door treffers van Memphis Depay en Marcos Llorente.
Zeven dagen na zijn officiële debuut nam Atlético, de tegenstander bij zijn debuut, Omorodion over voor een bedrag van circa zes miljoen euro. Hij zette zijn handtekening onder een verbintenis voor de duur van vijf seizoenen in de Spaanse hoofdstad. Nog eens vijf dagen later werd hij weer tijdelijk van de hand gedaan; Deportivo Alavés huurde hem voor het restant van het seizoen. Bij Alavés kwam hij tot acht doelpunten in vierendertig competitieduels. Hij keerde in de zomer van 2024 terug bij Atlético, maar voordat hij in actie kwam voor die club kocht FC Porto hem voor circa vijftien miljoen euro. Bij zijn nieuwe club tekende hij voor vijf jaar.

## Clubstatistieken
| Seizoen | Club               | Competitie         | Competitie | Competitie | Beker | Beker | Internationaal | Internationaal | Totaal | Totaal |
| Seizoen | Club               | Competitie         | Wed.       | Dlp.       | Wed.  | Dlp.  | Wed.           | Dlp.           | Wed.   | Dlp.   |
| ------- | ------------------ | ------------------ | ---------- | ---------- | ----- | ----- | -------------- | -------------- | ------ | ------ |
| 2021/22 | Granada B          | Segunda Federación | 3          | 0          | —     | —     | —              | —              | 3      | 0      |
| 2022/23 | Granada B          | Segunda Federación | 33         | 18         | —     | —     | —              | —              | 33     | 18     |
| 2023/24 | Granada            | Primera División   | 1          | 1          | 0     | 0     | —              | —              | 1      | 1      |
| 2023/24 | Atlético Madrid    | Primera División   | —          | —          | —     | —     | —              | —              | 13     | 0      |
| 2023/24 | → Deportivo Alavés | Primera División   | 34         | 8          | 1     | 0     | —              | —              | 35     | 8      |
| 2024/25 | FC Porto           | Primeira Liga      | 0          | 0          | 0     | 0     | 0              | 0              | 0      | 0      |
| Totaal  | Totaal             | Totaal             | 71         | 27         | 1     | 0     | 0              | 0              | 72     | 27     |

Bijgewerkt op 28 augustus 2024.

## Interlandcarrière
Omorodion maakte in 2024 onderdeel uit van het Spaans olympisch voetbalelftal voor de Olympische Zomerspelen in Parijs. Bondscoach Santi Denia nam hem op in zijn selectie. De Spaanse ploeg won goud door in de finale met 3–5 van Frankrijk te winnen. Omorodion speelde in vier van de zes wedstrijden mee en kwam eenmaal tot scoren.